# 34485 Nullmeier
34485 Nullmeier è un asteroide della fascia principale. Scoperto nel 2000, presenta un'orbita caratterizzata da un semiasse maggiore pari a 2,9266536 au e da un'eccentricità di 0,1154301, inclinata di 6,22777° rispetto all'eclittica.